# Phacopteryx
Phacopteryx är ett släkte av nattsländor. Phacopteryx ingår i familjen husmasknattsländor.
Släktet innehåller bara arten Phacopteryx brevipennis.